# Д’Андреа, Франческо
Франческо Д’Андреа (итал. Francesco D'Andrea; 24 февраля 1625, Равелло, Кампания — 10 сентября 1698, Кандела, Апулия) — итальянский юрист и натурфилософ.
Родившись в семье патрициев в Неаполе, он работал адвокатом после получения докторской степени в области права в 1641 году. Он был активен в философских кругах, в том числе в Академии дельи Инвестиганти, которая стремилась продвигать современную натурфилософию и мысль Декарта. В 1688 году он был назначен судьей трибунала викарии, а позже служил юридическим советником неаполитанской короны.
Юридические труды д’Андреа были сосредоточены на вопросах конституционного права в контексте Неаполитанского королевства. Его лучше всего помнят за «Avvertimenti ai nipoti» (1696), сборник философских и практических советов для юристов, и за «Apologia in difesa degli atomisti» (1685), влиятельную апологию атомизма.